# Nicolas de Netz
Nicolas de Netz (né à Tours le 18 février 1592 et mort le 20 juin 1646), est un ecclésiastique qui fut évêque d'Orléans de 1630 à 1646.

## Biographie
Nicolas de Netz ou Nertz naît à Tours pendant la Ligue. Il est le fils homonyme de Nicolas, conseiller à la cour des aides, et de Marguerite de Maupeou. Son frère Pierre devient « maître d'hôtel ordinaire » de Louis XIII en 1636 et son autre frère Charles conseiller à la cour des aides, avant de devenir maître des requêtes. Il commence ses études à Paris où il obtient sa maîtrise ès arts en 1612 puis il étudie la théologie à la Sorbonne où il se distingue par une première place en  licence en 1618 et obtient son doctorat. Tonsuré dès décembre 1605, il est ordonné prêtre vers 1619 quand il devient également aumônier royal et curé de Saint-Germain-l'Auxerrois, la paroisse du Louvre. Il est pourvu des prieurés de Palaiseau et de Sainte-Madeleine de Meaux avant sa nomination comme évêque. Considéré comme richériste et gallican, la cour pontificale de Rome n'est guère favorable à sa promotion à l'épiscopat mais il est soutenu par Louis XIII, le cardinal de Richelieu et la reine mère Marie de Médicis. Il est nommé évêque d'Orléans en 1630, confirmé le 27 janvier 1631 et consacré en avril suivant. Sa nomination conduit à quelques frictions avec Gaston d'Orléans qui se plaint de ne pas avoir été consulté sur le choix de l'évêque de son domaine.
Le nouvel évêque prend possession de son siège le 24 octobre 1632. Il participe aux Assemblées du clergé de 1635 et 1641. Les positions doctrinales de Nicolas de Netz, qui est à l'origine de la fondation en 1621 de la chartreuse Saint-Lazare de sa ville, entraînent un conflit avec les jésuites d'Orléans, dans lequel Richelieu doit intervenir. L'évêque de Netz passe finalement pour être « notoirement janséniste » après avoir approuvé en 1643 le « De la fréquente communion » d'Antoine Arnaud. Il meurt le 20 janvier 1646.